# Isola Južnyj (Isole Vstrečnye)
L'isola Južnyj (in russo Остров Южный, ostrov Južnyj, in italiano "isola meridionale") è un'isola russa che fa parte dell'arcipelago di Severnaja Zemlja ed è bagnata dal mare di Laptev.
Amministrativamente fa parte del distretto di Tajmyr del Territorio di Krasnojarsk, nel Distretto Federale Siberiano.

## Geografia
L'isola, che fa parte delle isole Vstrečnye, è situata lungo la costa settentrionale dell'isola Bolscevica, separata da essa dallo stretto Nezametnyj (пролив Незаметный, proliv Nezametnyj) (in quel punto largo circa 1,5 km). Si trova nella parte nord-orientale del golfo di Achmatov (залив Ахматова, zaliv Achmatova), 2,2 km a sud dell'isola Lišnij, tra il capo di Davydov (мыс Давыдова, mys Davydova) a nord-est e capo Dal'nij (мыс Дальний, mys Dal'nij) a sud-ovest. 450 m a nord si trova un isolotto senza nome e 300 m a nord l'isola Severnyj; entrambe appartengono al gruppo delle Vstrečnye.
L'isola, la più grande del gruppo, si sviluppa da nord-ovest a sud-est con una forma irregolare, larga nella parte nord e lunga e stretta a sud. Misura 4,1 km di lunghezza e 1,4 km di larghezza massima. Nella parte settentrionale si trova il punto più alto dell'intero gruppo di 23 m s.l.m.; le coste sono irregolari e ripide.

## Isole adiacenti
- Isola Lišnij (oстров Лишний, ostrov Lišnij), a nord.
- Isola Severnyj (остров Северный, ostrov Severnyj), a nord.
- Isolotto senza nome, a nord.
- Isola Nizkij (остров Низкий, ostrov Nizkij), 500 m a sud.
- Isola Ostryj (остров Острый, ostrov Ostryj), 700 m a sud.